# Marionina transunita
Marionina transunita är en ringmaskart som beskrevs av Coates 1990. Marionina transunita ingår i släktet Marionina och familjen småringmaskar. Inga underarter finns listade i Catalogue of Life.